# Пібахтіно
Піба́хтіно (рос. Пибахтино, марій. Пивактын почиҥга) — присілок у складі Совєтського району Марій Ел, Росія. Входить до складу Верх-Ушнурського сільського поселення.

## Населення
Населення — 98 осіб (2010; 108 у 2002).
Національний склад (станом на 2002 рік):
- марі — 100 %